# 傅作霖 (明朝)
傅作霖（？—1649年），湖廣武陵縣（今湖南省常德市）人，明朝政治人物。

## 生平
崇禎十五年（1642年）壬午科湖廣鄉試舉人。南明隆武帝時，大学士蘇觀生推薦擔任职方主事。蘇觀生死後，倚靠何腾蛟，改监军御史。隨永曆帝至武冈。與刘承胤友好。清軍孔有德攻破武岡後，承胤劝他投降，不從，遂被杀。其妾郑氏有殊色，亦跳水死。